# Ridgeland (South Carolina)
Ridgeland is een plaats (town) in de Amerikaanse staat South Carolina, en valt bestuurlijk gezien onder Jasper County.

## Demografie
Bij de volkstelling in 2000 werd het aantal inwoners vastgesteld op 2518.
In 2006 is het aantal inwoners door het United States Census Bureau geschat op 2637, een stijging van 119 (4,7%).

## Geografie
Volgens het United States Census Bureau beslaat de plaats een oppervlakte van
6,2 km², geheel bestaande uit land. Ridgeland ligt op ongeveer 13 m boven zeeniveau.

## Plaatsen in de nabije omgeving
De onderstaande figuur toont nabijgelegen plaatsen in een straal van 28 km rond Ridgeland.